# Brooke Shields

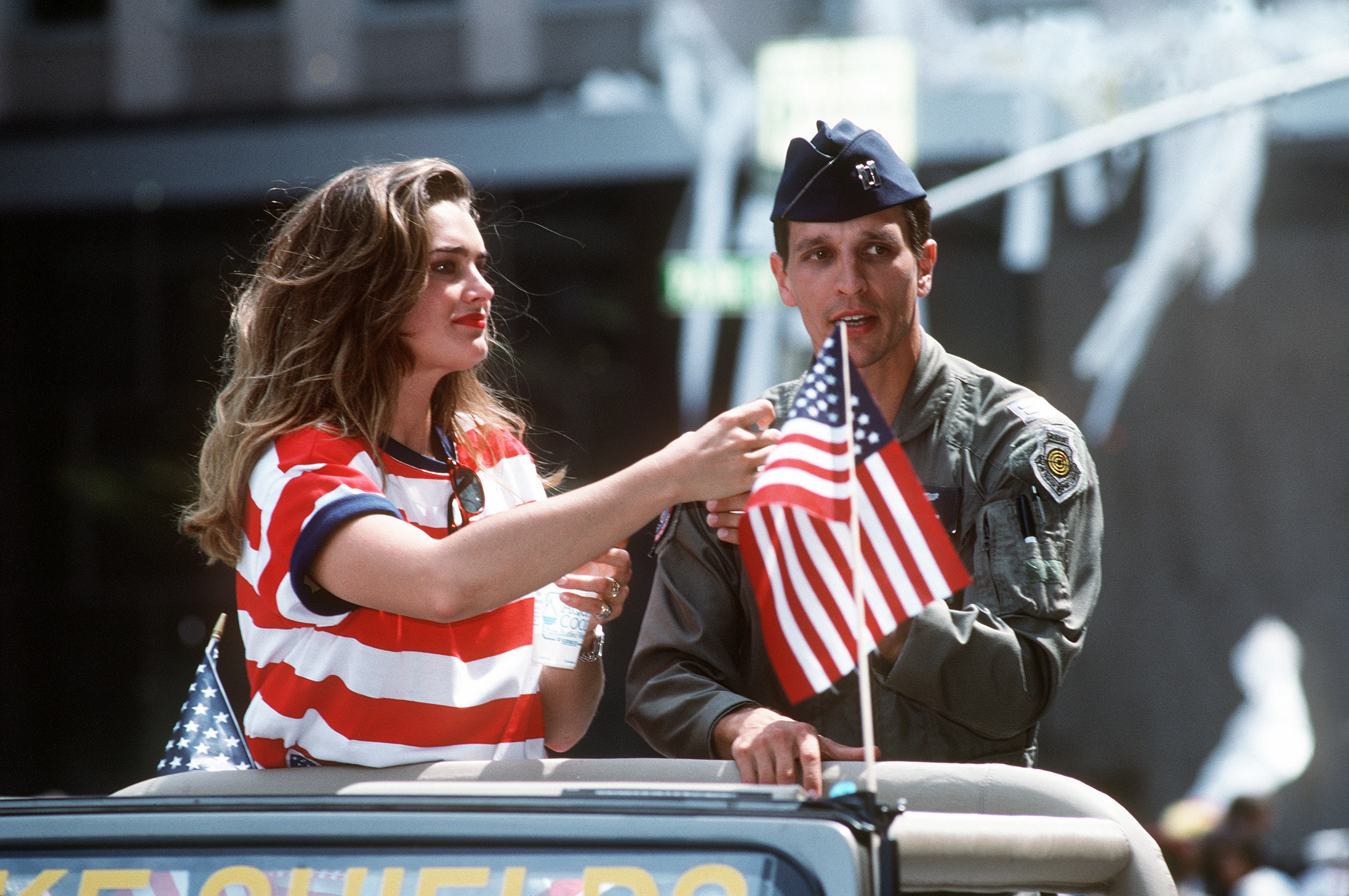
Brooke Shields în 1991

Brooke Shields (n. 31 mai 1965, New York City, New York, SUA) este o actriță americană.

## Filmografie
- Laguna albastră (1980) - Emmeline Lestrange
- Sahara (1983) - Dale Gordon

## Publicații
- There Was A Little Girl: The Real Story Of My Mother And Me, 2014 [14]